# Ánxel Casal Gosenge
Ánxel Casal Gosenge (La Corunya, 17 de desembre de 1895 - Teo, La Corunya, agost de 1936) va ser un editor i polític gallec. En 1909 va emigrar a Buenos Aires. Allí va estar emprat en diversos oficis durant dos anys. Va tornar a La Corunya i va trobar treball en el consolat de França. A causa de la precarietat econòmica va emigrar altra vegada, d'aquesta vegada a Bordeus, però va tornar als pocs mesos. De 1914 a 1917 va complir el servei militar, del que sempre guardaria mals records.
Es va unir a les Irmandades da Fala de La Corunya, va col·laborar en el Conservatori d'Art Gallec i va ser el promotor i primer mestre de l'escola de l'ensenyament gallec (galleguista i laica) de les Irmandades, la primera que va utilitzar el gallec (1926-1931). En 1920 es va casar amb María Miramontes i per a sobreviure van obrir una botiga de teixits. El novembre de 1924, en col·laboració amb Leandro Carré Alvarellos, va fundar l'Editorial Lar. Es va desvincular d'aquesta iniciativa per a fundar en 1927 l'Editorial Nós. De la seva impremta sortien A Nosa Terra i la revista Nós. En 1930 va fundar el periòdic republicà El Momentoque, el qual, per falta de suport, només duraria 14 nombres i arrossegaria a Nós gairebé a la fallida. L'agost de 1931 es va traslladar a Santiago de Compostel·la per a tractar de salvar l'editorial.
Militant des de la seva creació del Partit Galleguista, va ser alcalde de Santiago des de febrer de 1936 fins al seu assassinat. Allí va continuar imprimint i col·laborant amb diverses iniciatives republicanes, galleguistes i sindicalistes. Va ser l'editor i impressor de les revistes avantguardistes Claridad (1934) i Ser (1935) i promotor de la Asociación de Escritores de Galicia, creada a l'abril de 1936 i truncada per la guerra civil. Després de la revolta militar del 18 de juliol va escapar cap a la parròquia de Vilantime, a Arzúa. Va ser detingut el 4 d'agost, i el seu cos va aparèixer el 19 d'agost en una fossa de la carretera de la parròquia de Cacheiras, marcat avui amb un petit monument.